# اوبندون‌سر
او‌بندون‌سر یا آب‌بندان‌سر، روستایی است از توابع بخش مرکزی شهرستان ساری در استان مازندران ایران.

## جمعیت
این روستا در دهستان میان‌دورود کوچک قرار داشته و براساس آخرین سرشماری مرکز آمار ایران که در سال ۱۳۸۵ صورت گرفته، جمعیت آن ۱۷۰۶نفر (۴۳۲خانوار) بوده‌است.